# Clan Matsuura
Il clan Matsuura (松浦氏?, Matsuura-shi) fu un clan di samurai del Giappone medievale della provincia di Hizen. 
Secondo alcune fonti discesero da Abe Yoritoki, mentre secondo altre da Minamoto no Tōru, figlio dell'Imperatore Saga. Secondo queste ultime fonti Minamoto no Hisashi, pronipote di Tōru, si stabilì presso il villaggio di Matsuura a Hizen e ne prese il nome. I Matsuura, noti per la loro abilità navale (e coinvolti con la pirateria), sopravvissero al periodo Sengoku e durante quello Edo governarono l'han di Hirado.

## Membri importanti del clan[1]
- Matsuura Yoshi (松浦 義?) quando fu assassinato lo Shōgun Ashikaga Yoshinori (1441), si rasò la testa, prese la tonsura e costruì un tempio a Hirado (Hizen), dove visse in ritiro.

- Matsuura Takanobu (松浦 隆信?; 1529 - 1599) Takanobu era il figlio di Matsuura Okinobu e governò il feudo di Hirado. Affiliato, secondo molte fonti, ai wokou (pirati giapponesi), si scontrò con i suoi vicini del clan Sō  (dell'isola di Tsushima) e gli Ōmura (dell'area Sonogi di Hizen) mentre cercava di espandere il potere dei Matsuura. Entro la fine del 1560 aveva consolidato il suo controllo sul distretto di Matsuura, aiutato da un piccolo ma importante afflusso di entrate derivate dal commercio con i portoghesi. Era estremamente contrario all'introduzione del cristianesimo, sebbene all'inizio lo tollerasse in vista dei profitti portati dalle navi mercantili straniere. Le tensioni aumentarono all'interno del dominio Matsuura e nel 1561 una dozzina di commercianti portoghesi furono uccisi in una disputa sul costo del tessuto. Nel 1565 Takanobu ordinò alle sue navi di attaccare la "Grande Nave" degli occidentali dopo aver ancorato dagli Ōmura (evitando i porti Matsuura). L'assalto fallì dopo che un'altra nave portoghese prese parte alla battaglia. Si ritirò nel 1568 in favore di suo figlio Shigenobu.

- Matsuura Shigenobu (松浦 鎮信?; 1549 – 1614) figlio di Takanobu, seguì Toyotomi Hideyoshi nella sua campagna contro Satsuma (1587). Due anni dopo si rasò la testa e prese il nome di Sōsei-Hōin. Combatté in Corea sotto gli ordini di Konishi Yukinaga e assistette Kobayakawa Takakage nella sconfitta di un esercito cinese.

- Matsuura Hisanobu (松浦 鎮信?; 1571 – 1602) figlio di Shigenobu.

- Matsuura Atsunobu (松浦 篤信?; morto 1637)  conosciuto anche come Takanobu, fu figlio di Hisanobu e divenne capo del clan a soli 12 anni, dopo la morte del padre, anche se venne accudito dal nonno Shigenobu. Attraverso la cura di sua madre, figlia di Bartolomeo Ōmura Sumitada, venne battezzato durante la sua infanzia, ma in seguito, lungi dal mantenere la fede, divenne persecutore dei cristiani. Diede impulso all'economia incrementando gli scambi commerciali con gli olandesi. I suoi discendenti risiedettero a Hirado (Hizen, 60.000 koku) fino alla restaurazione Meiji. Divennero conti dopo l'abolizione del sistema han. Un ramo cadetto governò il feudo di Katsumoto (Iki, 10.000 koku).